# Embuscade de Dogofry (2017)
Pour les articles homonymes, voir Embuscade de Dogofry.
Guerre du Mali
Batailles
L'embuscade de Dogofry a lieu le 2 mai 2017 pendant la guerre du Mali.

## Déroulement
Le 2 mai, un convoi de l'armée malienne tombe dans une embuscade entre Nampala et Dogofry. Le combat débute vers 13 heures, contre des soldats du GTIA « Balazan », venus de Nara. Le véhicule de tête saute sur une mine et les djihadistes embusqués ouvrent ensuite le feu,,. 
Après le combat, les assaillants se seraient ensuite repliés vers la forêt de Wagadou. L'attaque n'est pas revendiquée mais est probablement commise par le Groupe de soutien à l'islam et aux musulmans,.

## Pertes
Dans un premier temps, une source militaire de l'AFP fait état de huit morts et quatre blessés du côté des militaires,. Puis, dans la soirée, Abdel Karim Konaté, ministre du commerce et porte-parole du gouvernement, annonce que le bilan provisoire de l'attaque est de neuf morts et cinq blessés parmi les militaires maliens. Selon les déclarations d'un élu local à l'AFP, un véhicule de l'armée a été détruit et un autre capturé,. 
L'attaque est revendiquée le 3 mai par le Groupe de soutien à l'islam et aux musulmans qui affirme avoir fait une vingtaine de morts ou de blessés dans les rangs de l'armée malienne, tout en affirmant ne déplorer aucune perte.